# Joe Schiraldi
Giuseppe Schiraldi, detto Joe (Sannicandro di Bari, 1º dicembre 1951), è un ex calciatore italiano naturalizzato canadese, di ruolo attaccante e centrocampista.

## Biografia
Emigrò in Canada dall'Italia con la famiglia nel 1956 all'età di cinque anni.

## Carriera

### Club
Formatosi nella selezione calcistica dell'università di Akron.
Nel 1973 è ingaggiato dalla franchigia NASL dei Toronto Metros. Nella stagione 1973 con la sua squadra vince la Northern Division, perdendo poi le semifinali contro i futuri campioni dei Philadelphia Atoms. La stagione seguente invece non riesce a superare la fase a gironi del torneo.
Nel 1972 e poi dal 1975 al 1978 gioca nella Canadian National Soccer League in forza agli Hamilton Italo-Canadians.

### Nazionale
Naturalizzato canadese, Schiraldi con la nazionale maggiore gioca sette incontri, tra cui tre partite nelle qualificazioni al campionato mondiale di calcio 1974 della zona CONCACAF.
Con la squadra olimpica partecipa nel 1971 al torneo calcistico dei VI Giochi panamericani, giungendo al quinto posto del girone finale.

## Statistiche

### Cronologia presenze e reti in nazionale
| Cronologia completa delle presenze e delle reti in nazionale ― Canada | Cronologia completa delle presenze e delle reti in nazionale ― Canada | Cronologia completa delle presenze e delle reti in nazionale ― Canada | Cronologia completa delle presenze e delle reti in nazionale ― Canada | Cronologia completa delle presenze e delle reti in nazionale ― Canada | Cronologia completa delle presenze e delle reti in nazionale ― Canada | Cronologia completa delle presenze e delle reti in nazionale ― Canada | Cronologia completa delle presenze e delle reti in nazionale ― Canada |
| Data                                                                  | Città                                                                 | In casa                                                               | Risultato                                                             | Ospiti                                                                | Competizione                                                          | Reti                                                                  | Note                                                                  |
| --------------------------------------------------------------------- | --------------------------------------------------------------------- | --------------------------------------------------------------------- | --------------------------------------------------------------------- | --------------------------------------------------------------------- | --------------------------------------------------------------------- | --------------------------------------------------------------------- | --------------------------------------------------------------------- |
| 20-8-1972                                                             | Saint John's                                                          | Canada                                                                | 3 – 2                                                                 | Stati Uniti                                                           | Qual. Mondiali 1974                                                   | -                                                                     |                                                                       |
| 24-8-1972                                                             | Toronto                                                               | Canada                                                                | 0 – 1                                                                 | Messico                                                               | Qual. Mondiali 1974                                                   | -                                                                     |                                                                       |
| 29-8-1972                                                             | Baltimora                                                             | Stati Uniti                                                           | 2 – 2                                                                 | Canada                                                                | Qual. Mondiali 1974                                                   | -                                                                     |                                                                       |
| 1°-8-1973                                                             | Toronto                                                               | Canada                                                                | 1 – 3                                                                 | Polonia                                                               | Amichevole                                                            | -                                                                     | Ingresso                                                              |
| 5-8-1973                                                              | Windosr                                                               | Canada                                                                | 0 – 2                                                                 | Stati Uniti                                                           | Amichevole                                                            | -                                                                     |                                                                       |
| 10-11-1973                                                            | Port-au-Prince                                                        | Haiti                                                                 | 5 – 1                                                                 | Canada                                                                | Amichevole                                                            | -                                                                     |                                                                       |
| 12-11-1973                                                            | Port-au-Prince                                                        | Haiti                                                                 | 0 – 1                                                                 | Canada                                                                | Amichevole                                                            | -                                                                     | 22’                                                                   |
| Totale                                                                |                                                                       | Presenze                                                              | 7                                                                     |                                                                       | Reti                                                                  | 0                                                                     |                                                                       |